# Gestreken papier
Gestreken papier is papier waar aan één of beide zijden een strijklaag (coating) is aangebracht. De strijklagen worden toegevoegd om de eigenschappen (bedrukbaarheid, gewicht, kleur, oppervlakte-eigenschappen) te beïnvloeden.
De laagdikte van de coating is minimaal 5 gram/m². De coating kan achteraf worden aangebracht, zelfs in een andere productiefaciliteit. De coating kan ook in-line met de papierproductie aangebracht worden. Dit maakt het totale proces ingewikkelder waardoor de uiteindelijke kwaliteit ook moeilijker onder controle is te houden.
- Enkelgestreken papier: één- of tweezijdig voorzien van één strijklaag (6 tot 14 gram/m²).
- Dubbelgestreken papier: twee tot drie strijklagen per zijde.
- Machinegestreken papier: De strijklaag op het papier is tijdens de fabricage van het papier aangebracht. Het machinegestreken papier wordt in één machinegang geproduceerd.

Kunstdruk, bijvoorbeeld, wordt op een losse machine achteraf van een strijklaag voorzien.

## Opbouw
Het basismateriaal papier wordt gecoat voor betere eigenschappen. Het papier zelf is dan ook al voorzien van hulpstoffen om de juiste kwaliteit te verkrijgen. De coating bestaat uit vulmateriaal en papierhulpstoffen. De papierhulpstoffen worden ingezet om het beoogde resultaat te bereiken en/of het papierproductieproces mogelijk te maken.
Het vulmateriaal is veelal krijt, porseleinaarde of materiaal met een ander pigment.
De hulpstoffen zijn onder andere bindmiddelen, lijmstoffen en optische witmakers.
Om een glanzend papier te krijgen, wordt het door de kalanderen geleid.

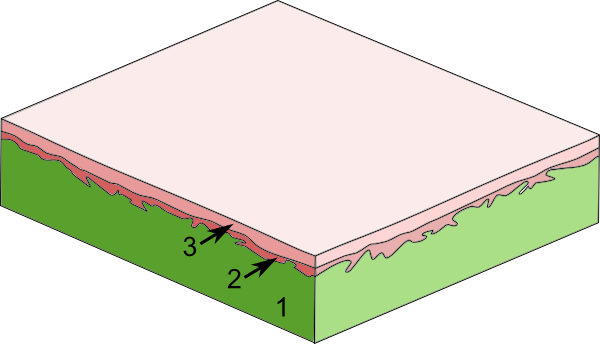
Dubbelgestreken papier is tweemaal gecoat:
1) Het papier
2) Eerste laag - bijvoorbeeld om het oppervlak egaal te maken
3) Tweede laag - bijvoorbeeld om een gladder, gelijkmatiger en witter/ander kleurig oppervlak te verkrijgen

## Oppervlaktevariëteiten
Afhankelijk van coatingsamenstellingen het productieproces kunnen onder andere de volgende oppervlakte of gebruiksvariëteiten gerealiseerd worden.
- mat gecoat papier
- halfmat gecoat papier
- hoogglans gecoat papier
- kunstdruk gecoat papier
- etikettenpapier

## Eigenschappen
Het doel van de coating kan zijn:
- verbetering van de bedrukbaarheid, bijvoorbeeld om met fijnere rasters te werken = hogere resolutie
- een gladder, homogener oppervlak bereiken
- optimale inktopname / inktbehoud
- betere algehele dekking
- glans
- beter visueel uiterlijk
- papier van hogere kwaliteit
- verhoging van basisgewicht en dichtheid
- speciale eigenschappen, bijvoorbeeld vet- of gas (aroma) dichtheid